# العلاقات البوسنية البريطانية
العلاقات البوسنية البريطانية هي العلاقات الثنائية التي تجمع بين البوسنة والهرسك والمملكة المتحدة.

## مقارنة بين البلدين
هذه مقارنة عامة ومرجعية للدولتين:
| وجه المقارنة                                              | البوسنة والهرسك                                             | المملكة المتحدة                 |
| --------------------------------------------------------- | ----------------------------------------------------------- | ------------------------------- |
| المساحة (كم2)                                             | 51.20 ألف                                                   | 242.50 ألف                      |
| عدد السكان (نسمة)                                         | 3.51 مليون                                                  | 66.02 مليون                     |
| الكثافة السكانية (ن./كم²)                                 | 68.55                                                       | 272.25                          |
| العاصمة                                                   | سراييفو                                                     | لندن                            |
| اللغة الرسمية                                             | اللغة البوسنوية، اللغة الكرواتية، اللغة الصربية             | لغة إنجليزية، اللغة الويلزية    |
| العملة                                                    | مارك بوسني                                                  | جنيه إسترليني                   |
| الناتج المحلي الإجمالي (بليون دولار)                      | 18.17 مليار                                                 | 2.62 تريليون                    |
| الناتج المحلي الإجمالي (تعادل القوة الشرائية) بليون دولار | 41.35 مليار                                                 | 2.72 تريليون                    |
| الناتج المحلي الإجمالي الاسمي للفرد دولار أمريكي          | 4.25 ألف                                                    | 43.88 ألف                       |
| الناتج المحلي الإجمالي للفرد دولار أمريكي                 | 10.43 ألف                                                   | 40.23 ألف                       |
| مؤشر التنمية البشرية                                      | 0.733                                                       | 0.907                           |
| رمز المكالمات الدولي                                      | +387                                                        | +44                             |
| رمز الإنترنت                                              | .ba                                                         | .uk، .gb                        |
| المنطقة الزمنية                                           | توقيت وسط أوروبا، ت ع م+01:00، ت ع م+02:00، أوروبا/سراييفو ‏ | توقيت غرينيتش، توقيت غرب أوروبا |

## مدن متوأمة
في ما يلي قائمة باتفاقيات التوأمة بين مدن بوسنية وبريطانية:
- ترتبط سراييفو مع كوفنتري باتفاقية توأمة منذ 1972.

## منظمات دولية مشتركة
يشترك البلدان في عضوية مجموعة من المنظمات الدولية، منها:
| علم المنظمة | اسم المنظمة                               | تاريخ انضمام البوسنة والهرسك | تاريخ انضمام المملكة المتحدة |
| ----------- | ----------------------------------------- | ---------------------------- | ---------------------------- |
|             | مؤسسة التنمية الدولية                     | 25 فبراير 1993               | 24 سبتمبر 1960               |
|             | يونسكو                                    | 2 يونيو 1993                 | 4 نوفمبر 1946                |
|             | وكالة ضمان الاستثمار متعدد الأطراف        | 19 مارس 1993                 | 12 أبريل 1988                |
|             | مجلس أوروبا                               | 24 أبريل 2002                | 5 مايو 1949                  |
|             | الأمم المتحدة                             | 22 مايو 1992                 | 24 أكتوبر 1945               |
|             | الاتحاد البريدي العالمي                   | ?                            | ?                            |
|             | البنك الدولي للإنشاء والتعمير             | 25 فبراير 1993               | 27 ديسمبر 1945               |
|             | اتفاقية السماوات المفتوحة                 | ?                            | ?                            |
|             | الاتحاد الدولي للاتصالات                  | 20 أكتوبر 1992               | 24 فبراير 1871               |
|             | منظمة حظر الأسلحة الكيميائية              | ?                            | ?                            |
|             | مؤسسة التمويل الدولية                     | 25 فبراير 1993               | 20 يوليو 1956                |
|             | المنظمة الأوروبية لسلامة الملاحة الجوية   | 2004                         | 1960                         |
|             | المركز الدولي لتسوية المنازعات الاستشارية | 13 يونيو 1997                | 18 يناير 1967                |
|             | منظمة الشرطة الجنائية الدولية             | ?                            | ?                            |
|             | منظمة الأمن والتعاون في أوروبا            | 30 أبريل 1992                | 25 يونيو 1973                |

## وصلات خارجية
- موقع وزارة الخارجية البوسنية
- موقع وزارة الخارجية البريطانية